# Amadou Lamine-Guèye
Pour les articles homonymes, voir Lamine Guèye (homonymie) et Guèye.
Amadou Lamine-Guèye ou Lamine Coura Gueye, né le 20 septembre 1891 à Médine (Soudan français), mort le 10 juin 1968 à Dakar, est un homme politique sénégalais, chef du Parti sénégalais d'action socialiste et premier président de l'Assemblée nationale du Sénégal.

## Biographie

### Jeunesse et vie privée
Amadou Lamine Guèye naît le 20 septembre 1891 à Médine (ancien Soudan français, actuel Mali) d'un père commerçant Birahim Guèye et de Coura Gueye Bacre Waly. Il est issu d'une famille sénégalaise originaire de Saint-Louis, ce qui en fait une des figures historiques de cette ville.

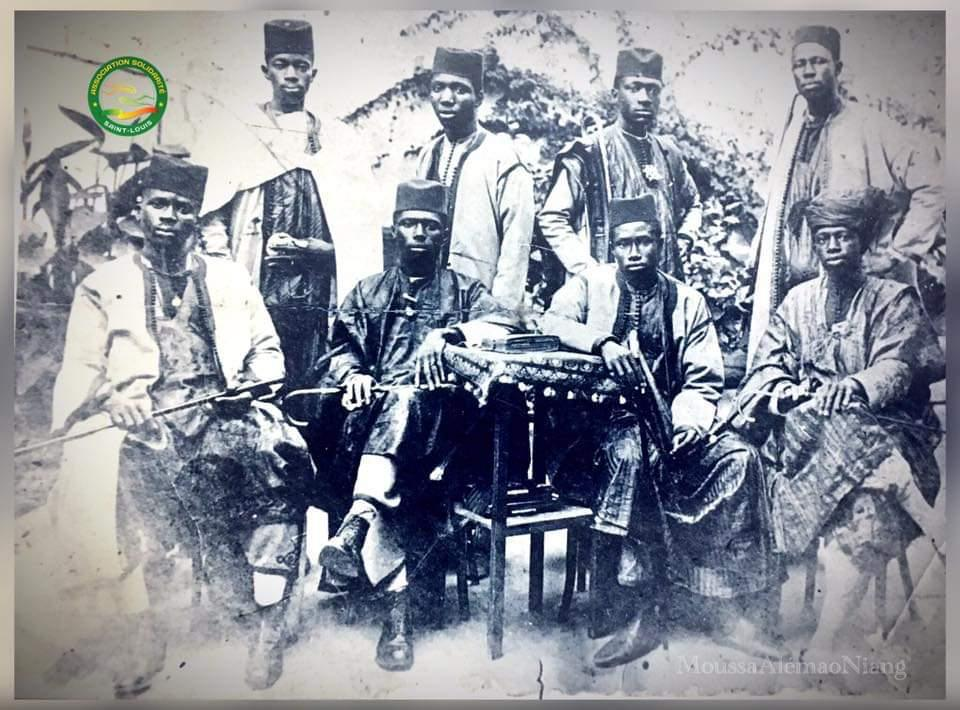
1912, Aurore de Saint-Louis.

Un instituteur saint-louisien, Papa Mar Diop obtient du lieutenant-gouverneur du Sénégal l'autorisation de créer une association, l'Aurore de Saint-Louis. Un groupe de jeunes a en effet pris l'habitude de se réunir pour discuter de chasse, de pêche, de sports, pour monter des soirées récréatives.
De tels groupements se sont déjà constitués par ailleurs au Sénégal, mais celui-ci prendra une importance réelle en raison du lieu, de la date de sa création et de la personnalité de ses membres. Parmi eux, Lamine Guèye.
En 1930, il rencontre en France sa femme Marthe Dominique Lapalun (1896-1971) qui est guadeloupéenne :
- leur fille Renée se marie avec un avocat ivoirien, Me Carlton ;
- leur fils Iba devient avocat et s'illustre également au cinéma et en aviation.

### Formation
Il suit les études traditionnelles coraniques et entre à l'école en 1903. Il obtient le certificat d’études primaires en 1906 puis le Brevet élémentaire en 1907 à l’École Faidherbe (École primaire supérieure et commerciale). Il devient instituteur-stagiaire à l’école Duval.
Il passe également une licence de mathématiques ce qui lui permet d'être enseignant en classe de mathématique à l’École William-Ponty à Gorée. Il a comme élèves, Félix Houphouët-Boigny et Jean Félix-Tchicaya. Il enseigne pendant dix ans.
Lamine Guèye étudie le droit en France durant la Première Guerre mondiale, devenant le premier juriste noir de l'Afrique française. Docteur en droit, il possède aussi deux DESS : droit privé en 1919 et droit romain en 1933.

### Carrière juridique

#### Avocat
Il devient avocat auprès des tribunaux et cours d'appel de l'AOF. Il défend des amis politiques tels que :

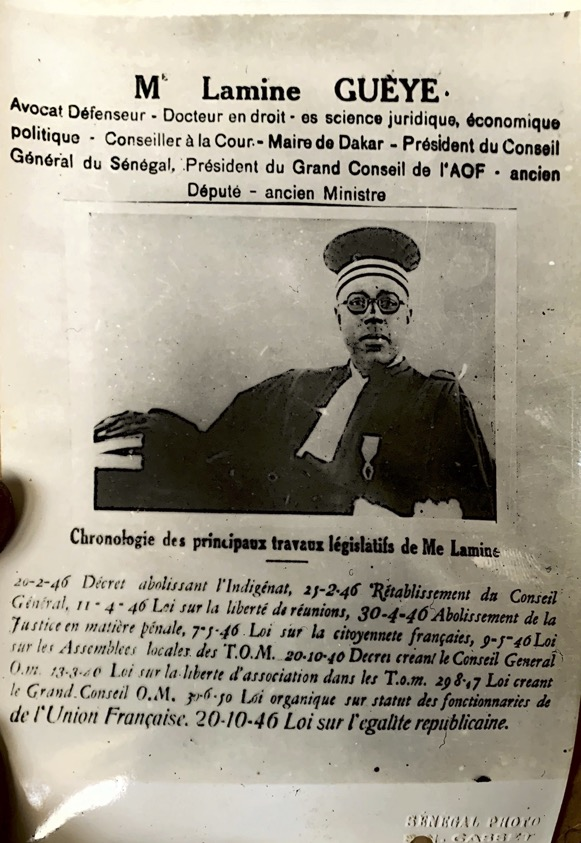
Lamine Guèye, avocat.

- Galandou Diouf au tribunal correctionnel contre Gaston Saucer
- Amadou Dugay Clédor (maire de Saint-Louis) contre la Compagnie française de l'Afrique occidentale (CFAO)

#### Magistrat
Amadou Dugay Clédor l'aide à devenir magistrat en intervenant auprès du gouverneur de l'AOF. Il devient magistrat en 1931 et sera pendant 6 ans, président de Chambre correctionnelle. En février 1937, il est nommé conseiller à la Cour d’appel de la Martinique.
En 1940, il quitte la magistrature pour redevenir avocat et rentre au Sénégal.
En tant qu’avocat, il défend les municipalités de Dakar, de Saint-Louis et d’autres villes assignées en justice par des sociétés de commerce métropolitaines, dont la Compagnie française de l’Afrique-Occidentale (CFAO). En mars 1945, il obtient l'acquittement de tirailleurs injustement accusés dans le massacre de Thiaroye. Adversaire du système colonial et sensible au sort des démunis, il assure la défense d’inculpés malgaches à la suite de la répression sanglante de l'insurrection malgache de 1947.

### Carrière politique
Avec quelques camarades de l'Association culturelle « Aurore de Saint Louis » dont Abdoulaye Boye, Alioune Marius Ndoye, Baka Diop, Youssoupha Camara, Badara Ndiaye Mame Penda et Pape Mar Diop ils fondèrent en 1912 le premier groupe de revendication politique d'Afrique Noire dénommée « Jeunesse sénégalaise ».

#### Adhésion à la SFIO
De retour au Sénégal en 1922, il adhère à la SFIO en 1923.
En 1925, il devient maire de Saint-Louis. En 1924, il achète au député François Carpot le journal L'AOF qui devient le support de ses campagnes politiques. Mais cela n'est pas suffisant car il échoue aux élections législatives de 1928 (battu par Blaise Diagne) et aux élections municipales de 1929.

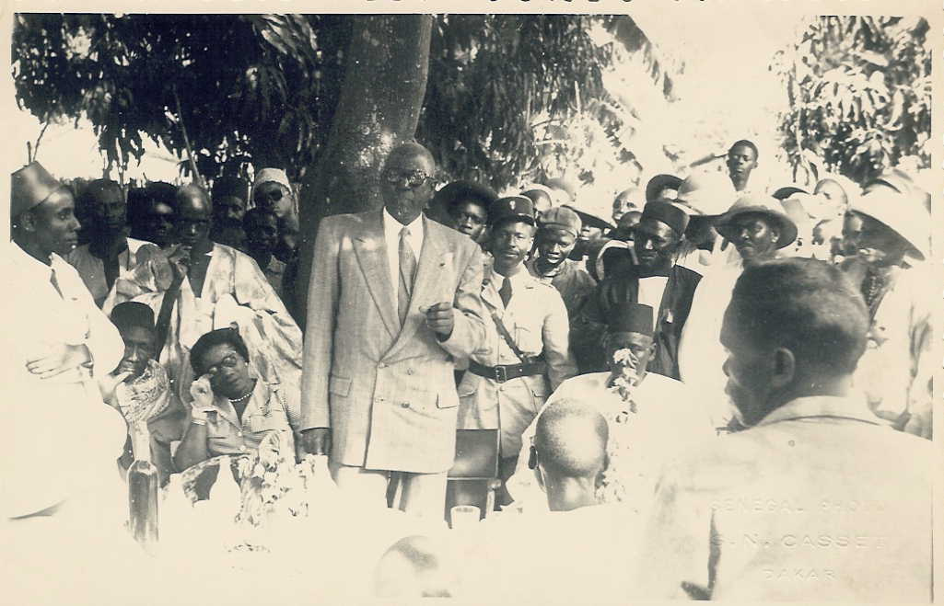
Lamine Guèye en réunion politique avec des militants de la SFIO.

Déçu par ces revers politiques, il quitte le Sénégal pour occuper des fonctions de magistrat à l'île de La Réunion en 1931.
Blaise Diagne meurt en 1934. Un mouvement de jeunes étudiants sénégalais lui écrit une lettre afin de l'inciter à revenir sur la scène politique. Lamine Gueye se représente aux élections législatives mais il est battu par Galandou Diouf.
En 1935, il réorganise le Parti socialiste sénégalais afin d'y attirer la jeune élite sénégalaise (le PSS fut le premier parti politique moderne de l'Afrique francophone). Le premier congrès de ce parti se déroule au célèbre cinéma « Rex » sur la place de l'indépendance.
En 1945, il se présente aux élections municipales de Dakar et devient maire de Dakar avec son colistier Léopold Sedar Senghor. Il reste maire de Dakar pendant seize ans.
Il devient sous-secrétaire d'État à la Présidence du Conseil du gouvernement Léon Blum (3), du 16 décembre 1946 au 22 janvier 1947.

#### La loi française «Lamine Guèye»
En 1946, soutenu par la SFIO, Lamine Gueye remporta facilement la représentation des communes urbaines. À l'Assemblée nationale, il est l'auteur de la Loi Lamine Guèye, plus tard intégrée à la Constitution de la Quatrième République, étendant la citoyenneté française aux indigènes des colonies françaises et mettant fin au code de l'indigénat.
La loi du 30 juin 1950 proclame l’égalité de traitements et d’avantages de toutes sortes à tous les fonctionnaires civils et militaires servant Outre-mer, sans distinction de race, de religion ou de statut. Mais les défenseurs de la monogamie redoutent que cela incite à la polygamie à cause des allocations perçues par enfant dans les familles polygames.

#### Avec Léopold Sédar Senghor
1948 fut l'année de la rupture entre Lamine Gueye et Léopold Sédar Senghor qui crée le Bloc démocratique sénégalais (BDS). Lamine Gueye a privilégié l’électorat des villes, tandis que Léopold Sédar Senghor investit les campagnes, ce qui lui permet de constituer une base électorale beaucoup plus large. L'année 1958 verra la fusion du Parti socialiste sénégalais (PSS) avec le premier Bloc démocratique sénégalais (BDS) de Léopold Sédar Senghor pour former l'Union progressiste sénégalaise (UPS).
En 1951, il est battu aux élections législatives par Abbas Guèye, candidat senghoriste.
Il se retire en France afin de se soigner d'une grave maladie. Durant ce séjour, il est nommé délégué de la France à la représentation politique auprès des Nations unies.

#### Les indépendances

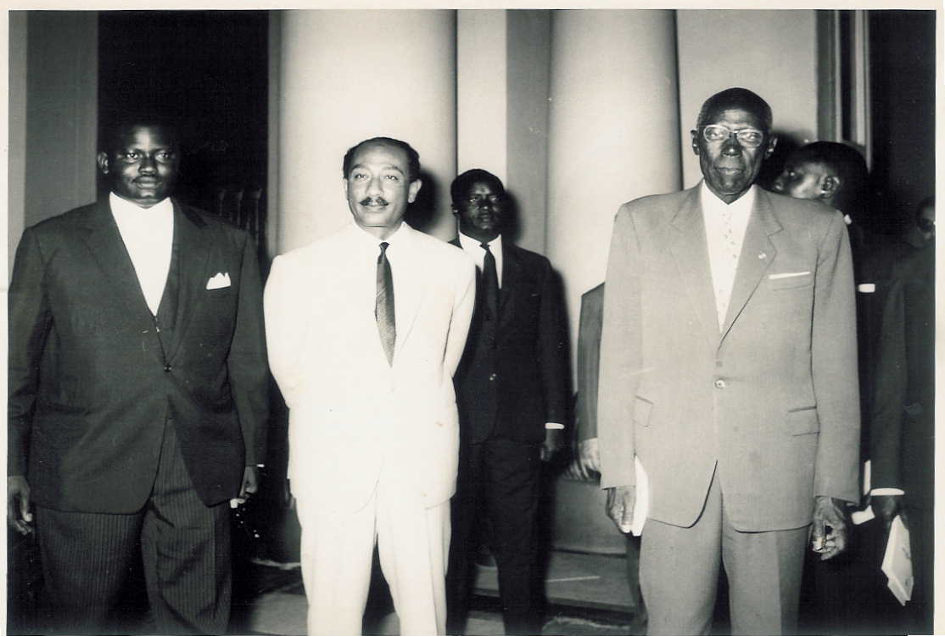
Lamine Guèye et Anouar el-Sadate.

Il revient en 1957 et prend la tête du Mouvement socialiste africain (MAS). Il devient directeur politique de la section locale sénégalaise, le Parti sénégalais d'action socialiste (PSAS).
Du 8 juin 1958 au 15 juillet 1959, il occupe un siège de sénateur de la République française.
En 1958, dans le cadre des négociations de l’accès à l’indépendance, il s'unit avec Senghor face aux autres dirigeants africains qui favorisent l'autonomie pour chaque territoire de l'AOF plutôt qu'une structure fédérative. Le Sénégal parvint ainsi à la création de la Fédération du Mali regroupant le Mali et le Sénégal.
Le MSA et l'UPS fusionnent. Lamine Guèye devient directeur politique de l’Union progressiste sénégalaise (UPS). Il fait son entrée dans l’hémicycle comme député UPS à l’Assemblée constituante du Sénégal. Puis il devient président de l’Assemblée nationale du Sénégal indépendant.
En décembre 1962, de vives tensions opposent Senghor au président du conseil Mamadou Dia : les députés vont venir se réunir chez Lamine Guèye afin de destituer le gouvernement de Dia et sauver ainsi le régime de Senghor.
Lamine Gueye maintient une intense activité politique au sein du parti au pouvoir et reste président de l'Assemblée nationale jusqu'à sa mort le 10 juin 1968 à Dakar. Il est enterré auprès de son unique fils Iba, décédé en 1963.

## Écrits
- De la situation politique des Sénégalais originaires des communes de plein exercice telle qu'elle résulte des lois des 19 octobre 1915, 29 septembre 1916 et de la jurisprudence antérieure. Conséquences au point de vue du conflit des lois françaises et musulmanes en matière civile, Université de Paris, Faculté de Droit, 1921 (Thèse)
- Rapport : présenté par M. Lamine Gueye, ... au sujet des projets et propositions de loi tendant à fixer l'organisation et la compétence des Assemblées de groupe en Afrique équatoriale française et Afrique occidentale française, 1948
- Étapes et perspectives de l'Union Française, Paris, 1955
- Itinéraire africain, Paris, Présence africaine, 1966